# ويلي روبنسون
ويلي روبنسون (بالإنجليزية: Willy Robinson)‏ هو مدرب رياضي أمريكي، ولد في 10 فبراير 1956.